# Cartelle
Cartelle és un municipi de la província d'Ourense a Galícia. Pertany a la comarca d'A Terra de Celanova.
| 7.136 | 7.485 | 8.756 | 5.512 | 3.565 |
| Fonts: INE i IGE (Els criteris de registre censal variaren i les dades de l'INE i de l'IGE poden no coincidir.) |       |       |       |       |

## Parròquies
- As Marabillas
- As Seixadas
- Cartelle
- Couxil
- Espiñoso
- Mundil
- Penela, Cartelle
- Sabucedo de Montes
- Sande
- Santa Baia
- Santo Tomé, Cartelle
- Vilar de Vacas
- O Mato